# 李日章 (清朝)
李日章，廣西省柳州府象州人，清朝政治人物。同進士出身。

## 生平
光緒二年（1876年），參加丙子恩科會試，得貢士第102名。殿試登進士3甲第155名。同年五月（6月3日），經吏部掣簽，授即用知縣。